# 336
336 foi um ano bissexto do século IV que teve início a uma quinta-feira e terminou a uma sexta-feira, segundo o Calendário Juliano. as suas letras dominicais foram D e C.
| Ano completo                           |
| -------------------------------------- |
| Ano bissexto com início à quinta-feira |

## Eventos
- 18 de Janeiro - É eleito o Papa Marcos, 34º papa, que sucedeu ao Papa Silvestre I.
- O imperador romano Constantino I determina que Jesus nasceu em 25 de dezembro.

## Mortes
- 7 de Outubro - Papa Marcos, 34º papa.